# Coltec Industries
Coltec Industries war ein bis 1998 existierender amerikanischer Konzern im Bereich Motorenfertigung, Spezialchemie und Luft- und Raumfahrt. Die Geschichte des Unternehmens geht zurück auf die 1902 gegründete Pennsylvania Coal and Coke Company. 1998 erfolgte die Fusion des Unternehmens mit BF Goodrich.

## Geschichte
Die Pennsylvania Coal and Coke Company wurde 1902 gegründet. Das Unternehmen gehörte zu 50 % der Webster Coal and Coke und zu jeweils 25 % Mitchell & Associates und der Berwind-White Coal Mining Company. Infolge der Wirtschaftskrise 1907 geriet das Unternehmen in Schwierigkeiten und wurde durch Thomas Hamer Watkins 1911 reorganisiert und in Pennsylvania Coal and Coke Corporation umbenannt. Das Unternehmen war 1912 das größte Kohleunternehmen im Cambria County mit 30 Kohlegruben, 1000 Koksöfen und 3000 Beschäftigten. Die Strukturkrise der Kohle- und Stahlindustrie im amerikanischen Nordosten nach dem Zweiten Weltkrieg blieb auch für das Unternehmen nicht ohne Folgen. Es musste drastische Einschnitte im Kohlebergbau verkraften. 1950 besaß das Unternehmen noch drei Kohleminen mit einem Anlagevermögen von 4 Millionen Dollar und machte bei einem jährlichen Umsatz von 6 Millionen Dollar, 100.000 Dollar Verlust.
Der jüdisch-amerikanische Unternehmer Leopold D. Silberstein interessierte sich für dieses Unternehmen, um es als Basis für weitere Akquisitionen zu nutzen. Er organisierte den Erwerb von knapp 50 % der Aktien für den Preis von 750.000 Dollar. Bei der Aktionärsversammlung am 3. April 1951 konnte er damit eine neue Unternehmensführung unter seiner Leitung einsetzen. In der Folge wurde der Kohlebergbau aufgegeben, dafür erfolgten Investitionen und Unternehmensübernahmen in andere Wirtschaftsbereiche. 1953 erfolgte der Erwerb des Eisenbahnkranherstellers Industrial Brownhoist Corporation von der Alleghany Corporation für 2,9 Millionen Dollar. Die unmittelbare Fusion der beiden Unternehmen wurde jedoch durch Mitglieder des Board of Directors die nicht von Silberstein gestellt wurden, verhindert. Nachdem 1954 dieser Widerstand überwunden werden konnte, erfolgte die Fusion der beiden Unternehmen zur Penn-Texas Corporation.
1955 wurde der Waffenhersteller Colt’s Manufacturing Company gekauft und es erfolgte die Übernahme von Chandler Evans (u. a. mit den Tochterunternehmen Pratt & Whitney (Machine Tools) Company und den Resten des Niles-Bement-Pond-Konzerns). Danach beteiligte sich das Unternehmen 1956/1957 am Übernahmekampf um die Fairbanks, Morse and Company und geriet dabei selber in einen Übernahmekampf, bei dem Leopold Silberstein den Unternehmens-Vorsitz im Juni 1958 an Alphons Landa verlor. Im November 1958 gelang die Übernahme schließlich und in der Folge fusionierten die beiden Unternehmen zu Fairbanks-Whitney. Zur gleichen Zeit musste im Dezember 1957 Industrial Brownhoist Corporation verkauft werden, um die Kredite für die Fairbanks-Morse-Übernahmekampf zu finanzieren.
Am 18. März 1968 erfolgte die Umbenennung in Colt Industries nach dem bekanntesten Tochterunternehmen Colt Inc. Nachdem 1990 dieser kränkelnde Waffenhersteller abgestoßen wurden, benannte sich der Konzern in Coltec Industries um. Das Unternehmen konzentrierte sich jetzt vor allem auf die Zulieferbereiche in der Luft- und Raumfahrt, im Automobilsektor und in der Spezialchemie. In diesem Rahmen erfolgte 1992 der Verkauf der Pratt & Whitney Company, Inc. (heute Pratt & Whitney Measurement Systems, Inc.) an Moore Products Co. 1993 gehörten folgende Unternehmen/Marken zum Konzern. Im Bereich Luftfahrt/Regierungsaufträge: Menasco, Chandler Evans, Walbar, Delavan, Lewis Engineering und Fairbanks Morse, im Bereich Autozulieferer: Holley, Coltec Automotive, Farnam und Stemco und im Bereich Industriezulieferer und Spezialchemie: Garlock, France Compressor, Delavan-Delta, Ortman, Haber, Sterling, FMD Electronics und Quincy Compressor. Später gehörten noch AMI Industries, Cefilac und Helicoflex zu den Konzern-Marken.
1996 wurde der Unternehmenssitz von New York City nach Charlotte (North Carolina) verlegt. 1999 fusionierte Coltec Industries mit BF Goodrich. Der Übernahmewert von Coltec lag dabei bei 1,77 Milliarden Dollar. Die Bereiche Motorenbau und Dichtungen (Fairbanks Morse, Compressor Products International, Garlock, GGB, Stemco, Quincy Compressor) wurden 2002 von BF Goodrich in das neu gegründete Unternehmen EnPro Industries ausgelagert.